# Obelisco di Urbino

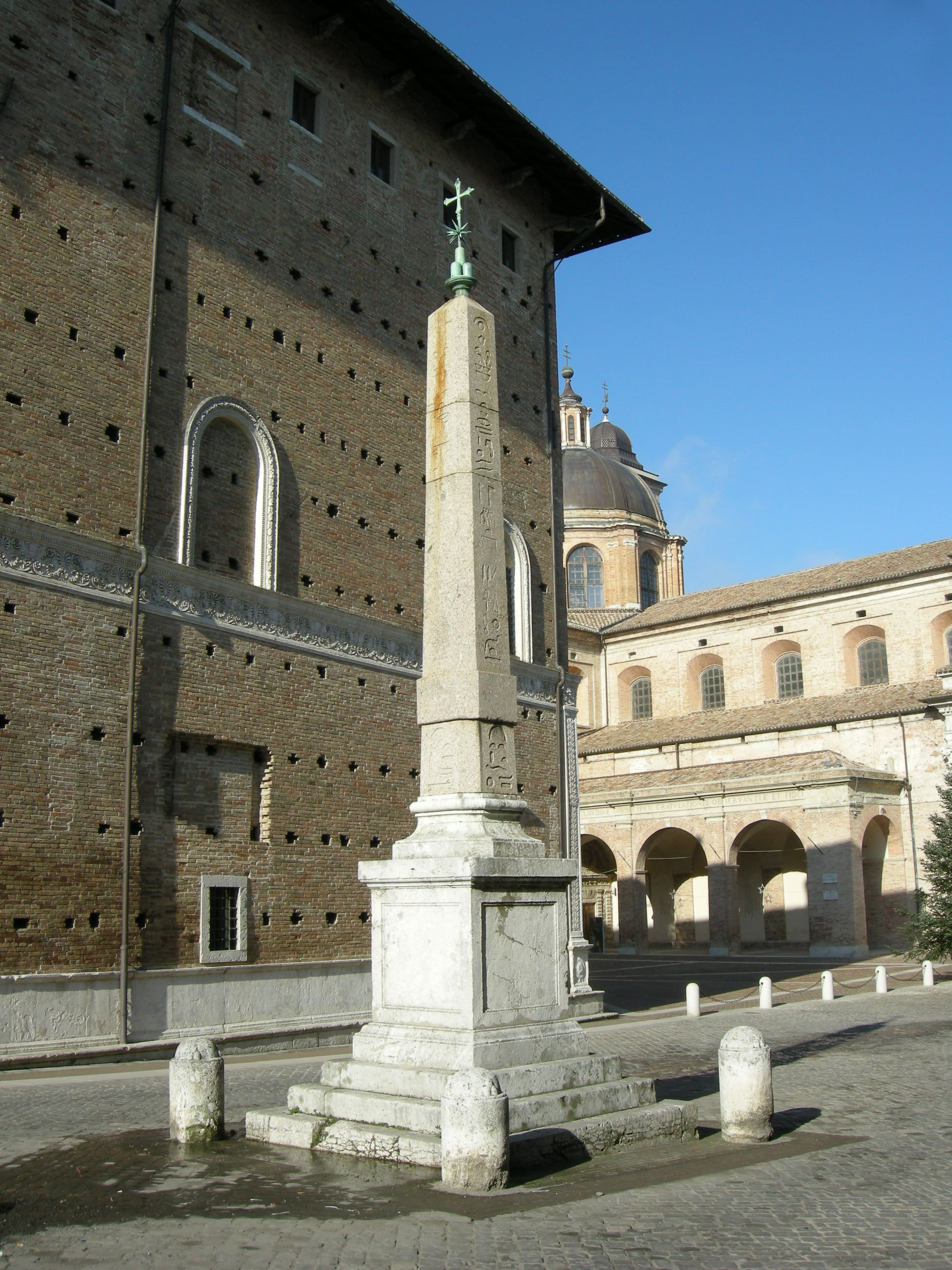
Obelisco di Urbino

L'obelisco di Urbino è uno dei dodici obelischi egizi originali in Italia. Si trova in piazza del Rinascimento, di fronte al lato orientale del Palazzo Ducale e davanti alla chiesa di San Domenico.

## Storia
L'obelisco, formato da cinque blocchi sovrapposti, in granito rosso di Assuan; è di dimensioni piccole e risale all'epoca di Hofra o Apries (ventiseiesima dinastia, 558-568 a.C.). Venne portato a Roma verso il 90 d.C., quando si trovava nella città egizia di Sais. Fu abbattuto sotto l'imperatore Teodosio I, in seguito all'abolizione dei culti pagani. A Roma si suppone che venne collocato nel Tempio di Iside al Campo Marzio, dal momento che fu rinvenuto in quell'area. Verso il 1737 fu rinvenuto e ricomposto, secondo il volere del cardinal Annibale Albani, che poi volle donarlo alla città di Urbino, come celebrazione del pontificato di Clemente XI e del rinnovamento del tessuto urbano voluto dalla famiglia Albani.